# Usjevni jarmen
Usjevni jarmen (hrvatski naziv: usjevni jarmen; narodni nazivi: pridignuti jarmen, usjevni jarmen; lat. Cota segetalis; sin. Anthemis segetalis), biljka iz porodice glavočika, nekada uključivana u rod jarmen (Anthemis). vrsta je raširena po južnoj Europi u sjevernom Sredozemlju uključujući Hrvatsku, Francusku, Albaniju, Italiju i Grčku.
Ime jarmen ostalo je zbog toga što je nekada uključivana u taj rod kao Anthemis segetalis Ten., 1831., da bi je Carl Heinrich 'Bipontinus' Schultz 1854. uključio u rod Cota kao Cota thirkei, i napokon  Josef Holub, 1974. opisao pod imenom Cota segetalis.

## Sinonimi
- Anthemis segetalis Ten.
- Anthemis altissima Guss. ex Nyman
- Anthemis canescens Ten. ex Nyman
- Anthemis chamomilla Ten.
- Anthemis pseudocota Vis.
- Anthemis retusa Ten. ex Nyman
- Cota brachycentros J.Gay in G.Gussone
- Cota thirkei Sch.Bip. in Oesterr.